# Фосфид серебра
Фосфид серебра — неорганическое соединение
металла серебра и фосфора с формулой Ag3P,
серые кристаллы.

## Получение
- Взаимодействие чистых веществ при сильном нагревании:

{\displaystyle {\mathsf {3Ag+P\ {\xrightarrow {T}}\ Ag_{3}P}}}
- Сплавление серебра с углём и метафосфорной кислотой:

{\displaystyle {\mathsf {6Ag+2HPO_{3}+5C\ {\xrightarrow {T}}\ 2Ag_{3}P+5CO+H_{2}O}}}

## Физические свойства
Фосфид серебра образует серые кристаллы.